# Covardia

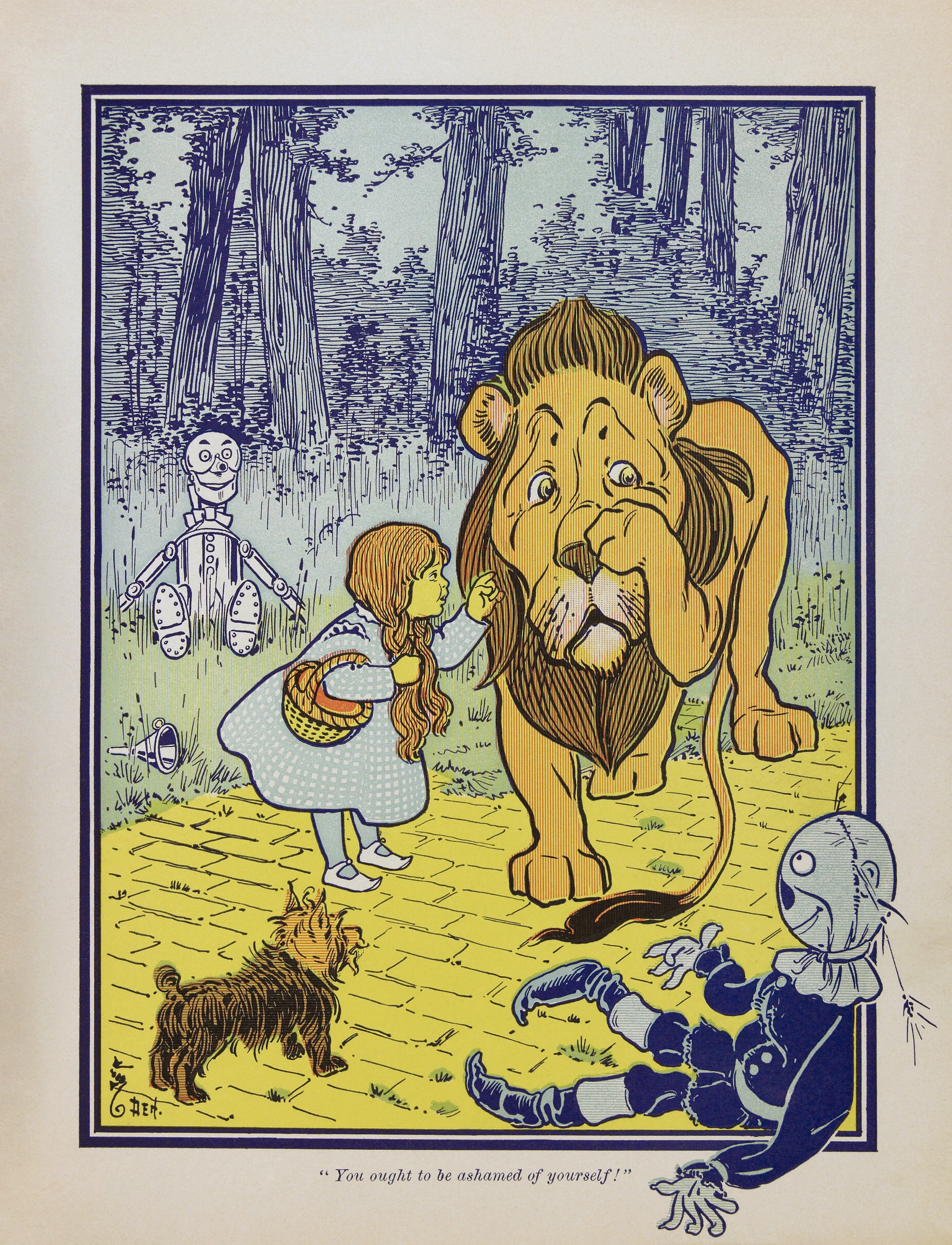
El lleó covard d'El màgic d'Oz

La covardia és una actitud i una manera d'actuar davant la por que qualsevol persona (sigui valenta o no) pot tenir. La covardia és la gran aliada a la por, és la falta d'ànim i de valor per lluitar contra la por. S'oposa a la valentia, al coratge, però també a la temeritat. Cada cultura té un concepte diferent del que significa ser covard però és jutjada de manera especialment negativa en l'àmbit militar.